# Kalvin Sagert

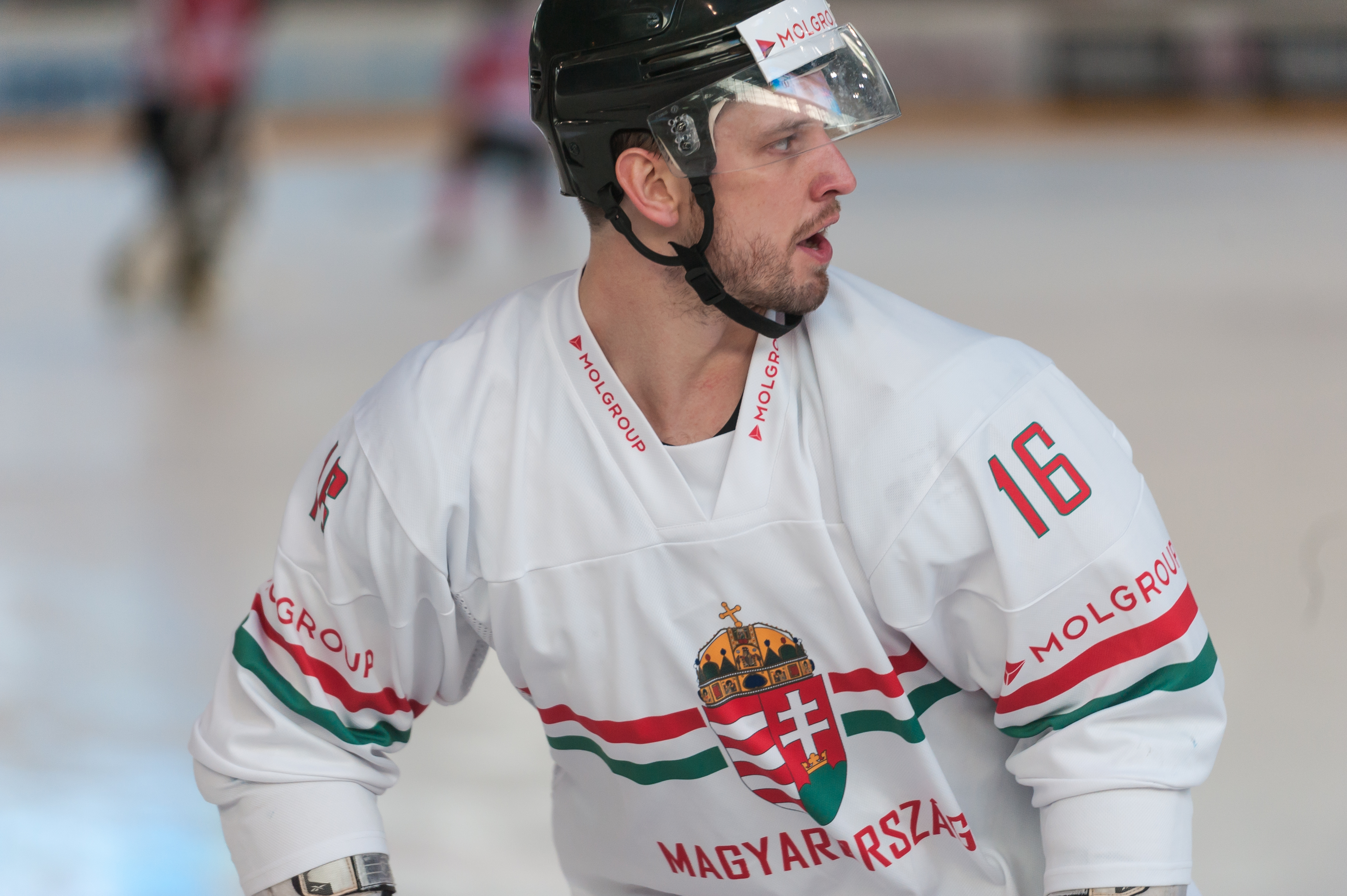
Kalvin Sagert beim Freundschafts-Eishockey-Länderspiel Österreich vs. Ungarn (2016)

Kalvin Sagert (* 20. Januar 1987 in Abbotsford, British Columbia) ist ein kanadischer Eishockeyspieler mit ungarischer Staatsbürgerschaft, der seit 2017 beim HC Gherdëina in der Alps Hockey League unter Vertrag steht.

## Karriere
Kalvin Sagert begann seine Karriere als Eishockeyspieler bei den Kamloops Blazers, die ihn beim WHL Bantam Draft 2002 in der ersten Runde als insgesamt 15. Spieler auswählten. Insgesamt spielte er knapp sechs Jahre in der Western Hockey League – nach drei Jahren in Kamloops auch für die Lethbridge Hurricanes und die Prince George Cougars. Anfang 2008 wechselte er zu den Victoria Salmon Kings in die East Coast Hockey League, wo er die Spielzeit beendete. Anschließend spielte er fünf Jahre für das Team der Lakehead University, an der er damals studierte, um die Meisterschaft des Canadian Interuniversity Sports. Nach dem Studienabschluss spielte er 2013/14 noch ein weiteres Jahr für verschiedene unterklassige Teams in den Vereinigten Staaten.
2014 zog es Sagert dann nach Ungarn. Nach zunächst zwei Jahren in Miskolc für den DVTK Jegesmedvék, mit dem er 2015 und 2016 sowohl die MOL Liga, als auch die ungarische Meisterschaft gewinnen konnte, stand er 2016/17 bei Alba Volán Székesfehérvár in der Österreichischen Eishockey-Liga unter Vertrag. Danach wechselte er zum HC Gherdëina in die Alps Hockey League.

### International
2016 erhielt Sagert die ungarische Staatsbürgerschaft und debütierte bei der Weltmeisterschaft desselben Jahres für die Ungarische Nationalmannschaft in der Top-Division, wobei das ungarische Team in die zweitklassige Division IA abstieg. Ein Jahr später spielte er bei der Weltmeisterschaft 2017 der Division IA.

## Erfolge und Auszeichnungen
- 2015 Gewinn der MOL Liga mit dem Miskolci Jegesmedvék JSE
- 2015 Ungarischer Meister mit dem Miskolci Jegesmedvék JSE
- 2016 Gewinn der MOL Liga mit dem DVTK Jegesmedvék
- 2016 Ungarischer Meister mit dem DVTK Jegesmedvék

## Statistik
(Stand: Ende der Saison 2016/17)